# 科马奇金圆蜘蛛
科马奇金圆蜘蛛（Komacs Golden Orb Spider）隶属于络新妇属，生活在马达加斯加的热带地区，是当今世界上已发现的最大络新妇属蜘蛛，其织出的网直径甚至超过一米。这种巨蛛在世界上的数量非常稀少，并且雄性的数量要远远少于雌性。